# Гриф (деталь музыкальных инструментов)

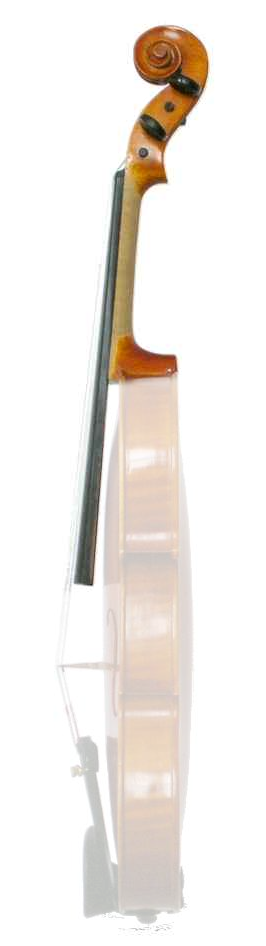
Сверху вниз: головка, шейка, пятка грифа. Слева накладка грифа скрипки

Гриф (нем. Griff — рукоятка, захват) — продолговатая, выступающая за пределы резонаторного корпуса часть струнного щипкового или смычкового музыкального инструмента. На грифе музыкант управляет длиной звучащей части струн, прижимая их к поверхности грифа или к ладам и тем самым меняя высоту звучания струн. Гриф щипковых инструментов снабжается ладами. 
Гриф изготавливается из твёрдых пород древесины. Состоит из головки, шейки и пятки. Рабочая поверхность грифа находится на его накладке. С корпусом гриф соединяется как винтовым соединением (русские семиструнные акустические гитары, электрогитары) так и клеевым шиповым соединением (классические гитары, семейство скрипичных и т. п.). На головке грифа располагаются колки, регулирующие степень натяжения струн (настройку). От колков струны проходят через верхний порожек, о который они опираются и от которых начинается их рабочая длина (мензура), и далее к нижнему порожку (подставке) и струнодержателю на корпусе инструмента.
При малых размерах поперечного сечения гриф испытывает значительную нагрузку от натяжения струн, поэтому главным требованием к качеству грифа является его ровность, отсутствие деформаций, изгибов. Особенно это относится к грифам с ладами. Для укрепления грифа акустической или электрогитары в него встраивается металлический анкерный стержень, проходящий по всей его длине.

## Высота струн
| Инструмент                  | 12 лад          | 1 лад           |
| --------------------------- | --------------- | --------------- |
| Гитара                      | 3,0—3,5         | 0,7—1,2         |
| Балалайка                   | 2,5—3,0         | 0,8—1,0         |
| Домра 3-струнная 4-струнная | 2,5—3,0 3,0—3,2 | 0,7—1,0 1,0—1,2 |
| Мандолина                   | 2,25—2,75       | 0,8—1,0         |

Высота струн — расстояние между струной и ладом (для щипковых инструментов) или накладкой грифа (для скрипичных). При низком расположении стру́ны будут задевать следующий соседний лад и создавать помехи звучания. При высоком их будет трудно зажимать и они будут интонировать неточно из-за избыточного растяжения. Указанные в таблице значения высоты струн справедливы при условии расположения рабочих поверхностей ладов точно в одной плоскости с незначительным прогибом посередине грифа.
У инструментов семейства скрипичных высота индивидуальна для каждой струны, постепенно она увеличивается в направлении от самой тонкой струны к толстой. Например, для скрипки высота между струнами и концом грифа (накладки) будет следующей: 3,0, 3,8, 4,8, 5,0 мм.